# Pilophorus chiricahuae
Pilophorus chiricahuae är en insektsart som beskrevs av Knight 1968. Pilophorus chiricahuae ingår i släktet Pilophorus och familjen ängsskinnbaggar. Inga underarter finns listade i Catalogue of Life.